# TOS-1
 Denne artikel bør gennemlæses af en person med fagkendskab for at sikre den faglige korrekthed.
    Gælder den russiske reference og terminologi

TOS-1 Buratino (russisk: тос, тяжёлая огнемётная система; 'Tungt flammekastersystem') er en pansret multipel raketkaster, der affyrer raketter med termobariske sprænghoveder. Andre betegnelser er TOS-1-4 og HFS-1. TOS-1 kaldes på russisk solntsepyok - dansk "den flammende sol". På dansk (og andre sprog) har TOS-1 (også) få øgenavnet Stalin-orgel.
Raketkasteren er fremstillet af Omsktransmash.

Navnet kommer fra den russiske bog fra 1936 af Aleksej Tolstoj Buratino, som er en tilpasning af historien om Pinocchio. 